# 2,5-Диметокси-4-метиламфетамин
2,5-диметокси-4-метиламфетамин (также STP, DOM) — психоделик класса амфетаминов, открытый А. Шульгиным.

## История
DOM был впервые синтезирован и протестирован в 1963 году Александром Шульгиным, который исследовал влияние 4-позиционных замен на психоделические амфетамины. DOM является частью так называемой «волшебной полудюжины», которая относится к наиболее важным соединениям фенилэтиламина, которые Шульгин сам оценил как наиболее важные, все из которых, кроме мескалина, он разработал и синтезировал сам. О них он написал в своей первой книге «PiHKAL».
Изначально DOM приобрёл популярность летом 1967 года под названием «STP» (сокращение от «Serenity, Tranquility and Peace») в Сан-Франциско.

## Химия
DOM представляет собой молекулу класса замещённых амфетаминов. Амфетамины представляют собой замещённые фенилэтиламины, содержащие фенильное кольцо, связанное с аминогруппой (NH2) через этильную цепь, и метильную группу, связанную с альфа-углеродом Rα. DOM содержит метоксифункциональные группы (OCH3), присоединенные к углеродам R2 и R5, и метильную группу, присоединенную к углероду R4 фенильного кольца.

## Фармакология
DOM является селективным частичным агонистом серотониновых рецепторов 5-HT2A и 5-HT2B, и в меньшей степени рецептора 5-HT2C, чем и объясняются его психоделические эффекты.

## Правовой статус
DOM внесён в Список I согласно Конвенции по психотропным веществам, а также перечню наркотических средств, психотропных веществ и их прекурсоров, подлежащих контролю в Российской Федерации.